# ジュニアショーツ

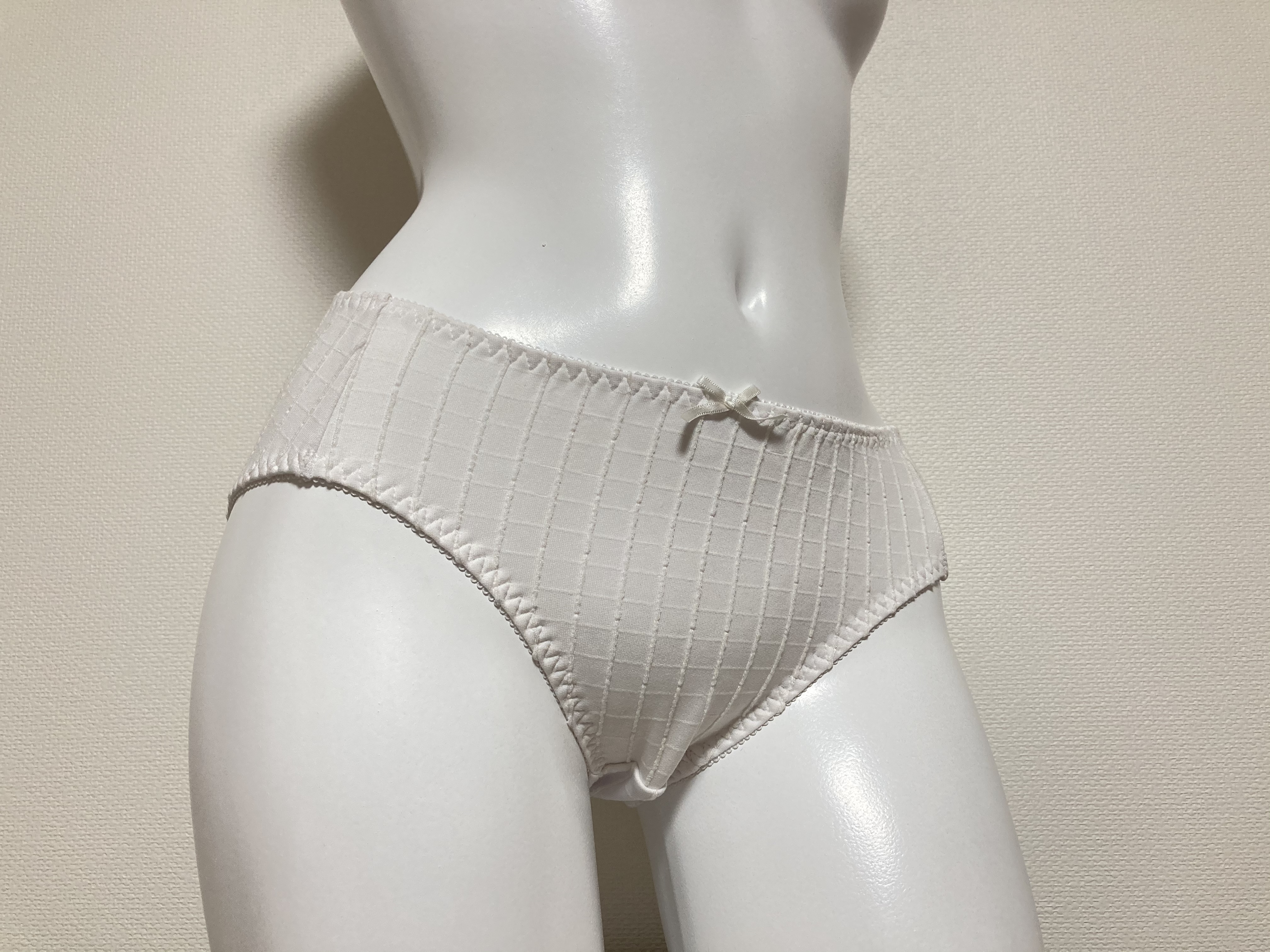
ルシアン ショーツ

ジュニアショーツとは、下半身が女児型から成人女性型への転換期用のショーツ（パンティー）である。

## ジュニアショーツの機能
ジュニアショーツは、初経を挟む前後1年間になると骨盤が前傾（女児型）から直立傾向（女性成人型）に転換し急激に大きくなるヒップや発達する外陰部の保護及び成長の妨げにならない機能を持っている。
サイズ表記はJISL4005（成人女子用衣料のサイズ）。ヒップサイズが77cm（ジュニアショーツ2Sサイズの下限）以上で且つ初経の前後1年間（乳房の成長がステップ2・乳房のタナー段階III）以降の場合は女児ショーツからジュニアショーツへ履き替えるべきとされている。初経の1年前後・初経の1年後以降でヒップの形状・大きさが異なるため、各段階に対応したショーツが市販されている。ジュニアブラとデザインがおそろいのペアショーツとなる場合もある。
形は、お尻全体を覆うフルバックタイプで、はきこみが深めである。保護、保温、吸汗など下着の基本機能に忠実で清潔感を重視し、尻の発達に対応するために足回り（太股の付け根）がよく伸びるように設計されている。また、繰り返しの洗濯に耐えるよう、少々厚めの生地が使われることもある。初潮以降、生理に対応するためジュニア用サニタリーショーツ（後述）やスポーツ・体育授業などの運動時に対応したジュニア用スポーツショーツもある。
なお、メーカーによっては「ティーンズショーツ」（着用時期がプレティーン・ティーンエイジャーの場合が多いことから）などが市販されているが、それらもジュニアショーツの一種である。

## ジュニアショーツのデザイン

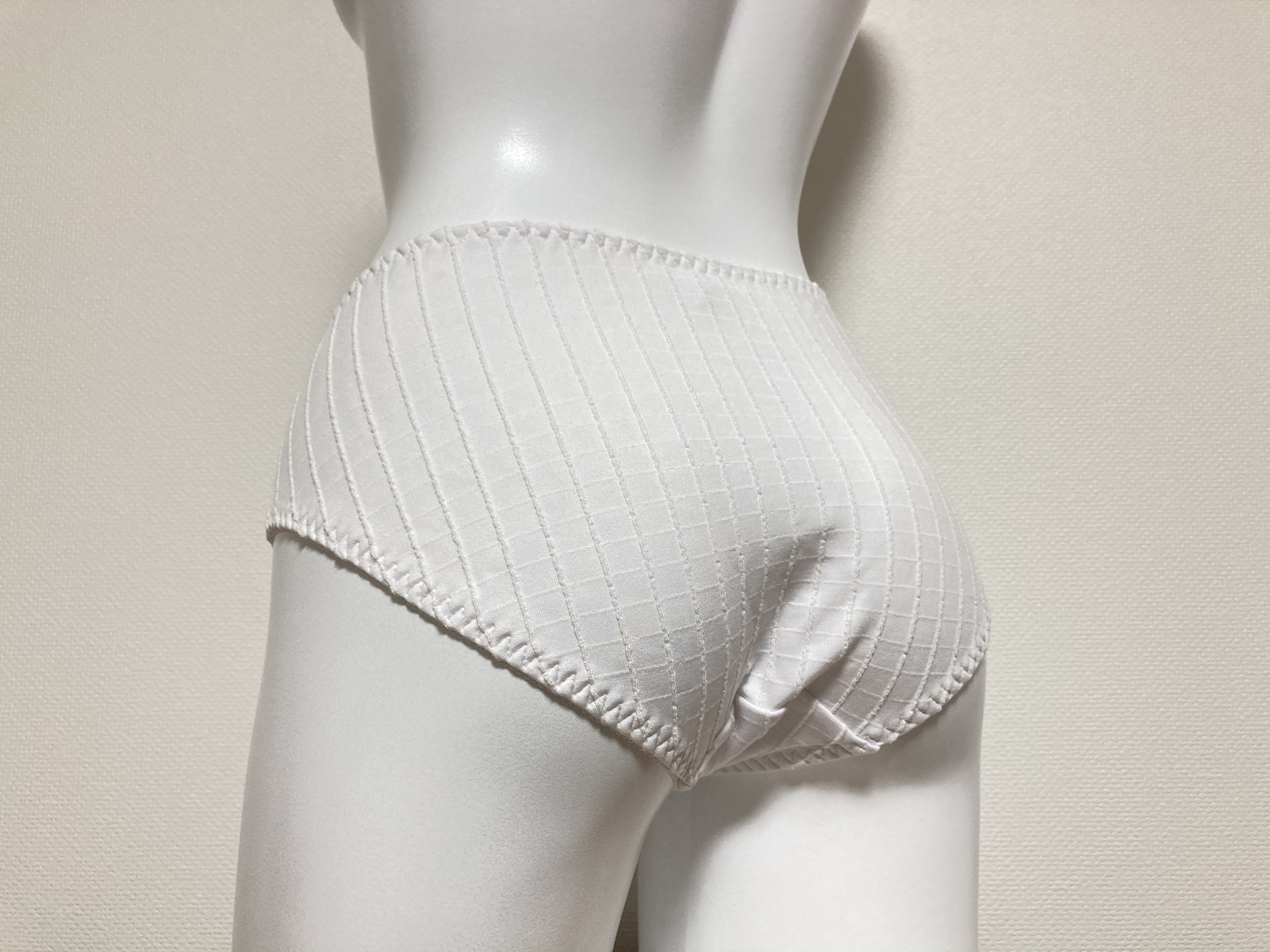
ルシアン ショーツ

デザインは、幅広アウターゴムのユニセックス的なものからガーリッシュなパステルカラーのプリントや生地、ポップなプリントものまで様々である。
中には、ラメを多用してある物もある。装飾は小さな刺繍、リボンやアップリケをあしらえたり、レーステープでウェストや脚口をトリミングするなどで、通常のペアショーツの装飾と比較して限定的である。
身生地の素材は、綿100%か、それにポリエステル、ポリウレタンなどを混紡する。ナイロンは大人用とは異なり通常使われない。生地は、ストレッチ天竺、フライス、リブ、スムースなどが基本で、針抜き柄、ジャガード編み柄やワッフル、ダブルガーゼ、杢糸などで表情をつける場合もある。
多彩なデザインがあるが、通常は見せパンとしては使われない。

## ジュニアサニタリーショーツの特徴
初経が近くなった時（下り物の増大や急激な体型の変化など初経の前兆がある。詳しくは初経を参照）や初経以降の月経に備えて着用するジュニア用のサニタリーショーツでは、ジュニア世代の特性を意識して以下のような配慮がなされたものもある。
- ナプキンの携行に便利なようにポケットをつける。
- 体型に合わせてクロッチをやや細めにする。
- 学校での座り姿勢やスポーツに合わせて、クロッチの後ろ側を長めにする。
- 保温を重視して、はきこみを深めにする。